# Luis Jiménez-Clavería
Luis Jiménez-Clavería Iglesias (Madrid, 1948 - 2025) fue un poeta español. Residente en Madrid, su familia es originaria de Aguilar de la Frontera, en Córdoba. 
Abogado, perteneció desde 1974 al Cuerpo Superior de Administradores Civiles del Estado, con destino, desde ese año, en la Dirección General de Bellas Artes y Archivos. Fue Subdirector General de Patrimonio Artístico del Ministerio de Cultura desde 1980 a 1996, cesando a petición propia.
En febrero de 2005 fue nombrado Subdirector General Gerente del Museo Nacional Centro de Arte Reina Sofía, cesando a petición propia en marzo de 2006.  
Fue, en 1979, participante del Ciclo de Poetas Nuevos celebrado en el Ateneo de Madrid. En 1980 fue nombrado correspondiente de la Real Academia de Ciencias, Bellas Letras y Nobles Artes de Córdoba.
Su poesía se caracteriza por su extrema delicadeza, melancolía misteriosa y tono elegíaco. 
Ha publicado los siguientes libros de poesía:
- Los gatos, Editorial Olcades. Cuenca, 1980. Premio "César” de Poesía.
- Figuras al filo del tiempo, Editorial Renacimiento. Sevilla, 1984.
- Elegía y noviembre de la luz, Colección Adonais. Madrid, 1988.
- El espacio del viento, Ediciones Libertarias. Madrid, 1992.
- Leyenda del humo, Ediciones Libertarias. Madrid, 1994.
- Once instantes de amor, Cuadernos de Ulía. Jorge Huertas, editor. Fernán Núñez, 1994.
- Los gatos, (2ª edición), Huerga & Fierro Editores. Madrid, 1995.
- Un dios quizás del sueño, Endymión, Madrid, 1998.
- Un ramo de niebla, Huerga & Fierro Editores. Madrid, 2001.

Es el autor del blog Baladas y espejos.
- Datos: Q16594447